# سی. اس. لوئیس
کلایو استیپلز لوئیس، (به انگلیسی: Clive Staples Lewis) (زاده ۲۹ نوامبر ۱۸۹۸ – درگذشته ۲۲ نوامبر ۱۹۶۳) نویسنده مشهور ایرلندی و خالق سرگذشت نارنیا بود.

## زندگی
لوئیس در ۲۹ نوامبر سال ۱۸۹۸ میلادی در بلفاست، مرکز ایرلند شمالی به دنیا آمد. تا قبل از ۹ سالگی مادرش را از دست داد. وی در ۱۹۲۹ یعنی ۳۱ سالگی پدرش را از دست داد. او در جنگ جهانی اول زخمی شد و پس از اتمام جنگ جهانی اول، دانشگاهش را به پایان رساند و به تدریس در دانشگاه‌ها پرداخت. در سال ۱۹۲۹ در عقایدش دچار تحول شد و وجود خدا را پذیرفت و دو سال بعد در حین مباحثه با تالکین مسیحی شد. نخستین اثرش را به‌نام دیمر در سال ۱۹۲۶ منتشر کرد که داستانی است منظوم، آرمان‌گرا و سرشار از طنز.
لوئیس یکی از بزرگان فلسفه و نویسندهٔ بسیار زبردست سال‌های آخر قرن ۱۹ تا اواسط قرن ۲۰ بود. تا سال ۱۹۵۴ استاد ادبیات و زبان انگلیسی دانشگاه آکسفورد در انگلستان بود. در آن سال بعنوان رئیس دپارتمان ادبیات دانشگاه کمبریج انتخاب شد که تا زمان بازنشستگی همان مقام را داشت.
وی بیش از سی کتاب نگاشت و به این ترتیب مخاطبین فراوانی را به خود جذب نمود. حتی امروزه نیز همه ساله کتاب‌های او را هزاران نفر به زبان‌های گوناگون مطالعه می‌کنند. مهمترین و مشهورترین کتاب او، که به فارسی نیز ترجمه شده، کتاب «مسیحیت ناب» است و کتاب ۷ جلدی مهم دیگرش «سرگذشت نارنیا» است. تا کنون بیش از ۱۰۰ میلیون نسخه انگلیسی «سرگذشت نارنیا» به‌فروش رسیده و دست‌کم سه فیلم گوناگون براساس این کتاب درست شده است. زندگی لوئیس در کتاب و خواندن و نوشتن خلاصه می‌شد.
لوئیس خیلی اهل سفر و مسافرت نبود. او فقط دو بار به خارج سفر کرد - یک‌بار برای خدمت در خندق‌های پر گِل و لای جنگ جهانی اول، و بار دوم برای گذراندن تعطیلات کوتاهی در یونان. لوئیس که در سی سالگی خود را بی‌علاقه‌ترین فرد برای ایمان آوردن به خدا توصیف کرده بود، بعدها مشهورترین مدافعه‌گر (آپولوژیست) مسیحی شد، و میلیون‌ها نسخه از اثر او به‌نام «مسیحیتِ ناب» به فروش رسید.
لوئیس قدرت استدلالِ اندیشهٔ فلسفی، و شیوایی و سیاق بی‌نظیرِ نگارشِ خود را به‌کار گرفت تا آثاری پدید آوَرَد که به درک مسیحیان از ایمان‌شان کمک کنند، آثاری نظیر «مسئلهٔ رنج» و یا «نامه‌ای به مالکوم، اثری در خصوص دعا». کتب او امروزه نیز به‌خاطر سبک نگارش بی‌نظیر و توانایی او در پاسخ دادن به سؤالات مردم، آن هم بدون پیش‌فرض‌های جزم‌گرایانه، خوانندگان بسیار دارد.
کلایو استیپلز لوئیس، در ۲۲ نوامبر در سال ۱۹۶۳ در آکسفورد انگلستان درگذشت.

## آثار
این نویسنده، منتقد، پژوهشگر ادبی و استاد کرسی انگلستان قرون وسطی و رنسانس در دانشگاه کمبریج، در طول عمر پربارش در زمینه‌های گوناگون ادبیات آثار بسیاری پدید آورد که اکثر کتاب‌های او دربارهٔ الهیات مسیحی، و ادبیات قرون وسطا و دوران رنسانس است و مهم‌ترین آن‌ها به قرار زیر است:

### نقد
- تمثیل عشق (۱۹۳۶)
- مطالعاتی در باب کلام (۱۹۶۰)
- تجربه‌ای در باب نقد (۱۹۶۱)
- تصویر رها شده (۱۹۶۴).

### رمان
- بازگشت زائر (۱۹۳۳)
- از سیاره خاموش (۱۹۳۸)
- پرلاندرا (۱۹۴۳)
- همچون سفر به زهره (۱۹۳۵)
- آن قدرت زشت (۱۹۴۵).

### اخلاق
- مسئله درد(۱۹۴۰)؛
- نامه‌های اسکروتیپ (۱۹۴۲)؛
- معجزات (۱۹۴۷)؛
- مسیحیت محض (۱۹۵۲)؛
- چهار عشق (۱۹۶۰)؛
- فراسوی فردیت (۱۹۴۴).

### زندگینامهٔ خودنوشت
- شگفت زده از شادی(۱۹۵۵).

### شعر
- شعرها(۱۹۶۴)
- داستان‌های منظوم(۱۹۶۹)
- دیمر(۱۹۲۶).

### نامه‌ها
- نامه‌ها، ویراسته و.ه. لوئیس(۱۹۶۶)

### هفت‌گانه نارنیا
- این سری شامل هفت کتاب مستقل است:

1. خواهرزاده جادوگر (۱۹۵۰)
2. شیر، کمد و جادوگر(۱۹۵۱)
3. اسب و آدمش (۱۹۵۲)
4. شاهزاده کاسپین(۱۹۵۳)
5. سفر کشتی بامداد نورد(۱۹۵۴)
6. صندلی نقره ای (۱۹۵۵)
7. آخرین نبرد(۱۹۵۶)

## جوایز
تمثیل عشق در سال ۱۹۳۶ جایزه «هاوتورندون» را ربود و کتاب آخرین نبرد که هفتمین کتاب از ماجراهای نارنیاست، در سال ۱۹۵۷ برنده جایزه «کارنگی» شد.

## سرگذشت نارنیا
ماجراهای نارنیا، شامل هفت کتاب مستقل است که خواننده می‌تواند هر یک از آن‌ها را جدا از شش کتاب دیگر و بدون در نظر گرفتن عناصر مشترک آن‌ها بخواند و از حوادث درهم تنیده و تخیل‌انگیز آن لذت ببرد. البته تردیدی نیست که خواننده نوجوان، پس از خواندن یکی از این داستان‌های هفت‌گانه، چنان به فضا، رنگ، مکان و شخصیت‌های آن دل می‌بندد و به سرنوشت قهرمانان سرزمین خیالی نارنیا علاقه‌مند می‌شود که تا همه این مجموعه را نخواند احساس آرامش نخواهد کرد. از این هفت کتاب،  شیر، کمد و جادوگر محبوب‌ترین و مشهورترین است و همین کتاب بارها به صورت فیلم و کارتون درآمده‌است. با این همه، به دلیل نمادگراییِ مذهبیِ این کتاب، بزرگسالان زیادی نیز از طرفداران و خوانندگان این کتاب هستند.
شاید راز ماندگاری این اثر، که هم‌اکنون یکی از آثار کلاسیک ادبیات انگلیس محسوب می‌شود و نزدیک به نیم قرن از نخستین چاپ آن می‌گذرد، وجود همین پیوند ناپیداست که زمان، مکان و حوادث این داستان‌ها را به هم پیوند می‌دهد و جابه‌جایی زمان و مکان قهرمانان آن‌ها را طبیعی جلوه می‌دهد.